# Kaple Panny Marie Sněžné (Srbská)
Kaple Panny Marie Sněžné je sakrální stavba v Srbské, součásti Horní Řasnice, což je obec na severu České republiky, ve Frýdlantském výběžku Libereckého kraje. Obec patřila až do roku 1722 k Lužici a její majitelé neprováděli po třicetileté válce rekatolizaci zdejšího obyvatelstva. Během roku 1722 ji od původních majitelů, potomků Johanna Jakoba Roericha von Kleinberga, odkoupil šlechtický rod Gallasů a připojil ke svému frýdlantskému panství. Ti zde zahájili rekatolizaci a kolem roku 1724 nechali v Srbské vybudovat kapli zasvěcenou Panně Marii Sněžné. Objekt byl původně malý s plochým trojbokým závěrem. Na počátku 20. století, roku 1902, ovšem došlo k novobarokní úpravě rozšířením stavby vybudováním sice krátké, ale oproti původní části vyšší a širší lodi. Celá stavba navíc získala novou fasádu i vnitřní štukovou výzdobu. Po druhé světové válce (po roce 1945) ale začala chátrat. Obnovy se dočkala až na přelomu 20. a 21. století. Od roku 2023 je kaple chráněna jako kulturní památka.